# 蛇引理
在同調代數中，蛇引理是構造長正合序列的關鍵工具，此引理在任何阿貝爾範疇中皆成立。依此構造的同態通常稱作連結同態。

## 敘述
考慮一阿貝爾範疇{\displaystyle {\mathcal {A}}}（例如阿貝爾群或模的範疇）中的交換圖：
使得每一橫列均為正合序列。此時存在一個聯繫{\displaystyle a,b,c}的核與上核的正合序列：
{\displaystyle \ker a\;{\color {Gray}\longrightarrow }\ker b\;{\color {Gray}\longrightarrow }\ker c\;{\overset {d}{\longrightarrow }}\operatorname {coker} a\;{\color {Gray}\longrightarrow }\operatorname {coker} b\;{\color {Gray}\longrightarrow }\operatorname {coker} c}
此外，若{\displaystyle f}是單射，則{\displaystyle \ker a\to \ker b}亦然；若{\displaystyle g'}是滿射，則{\displaystyle \mathrm {coker} b\to \mathrm {coker} c}亦然。

## 引蛇出洞
為了理解蛇引理的由來，觀察下圖：
並注意到：引理給出的正合序列可在此圖中畫成倒S狀的蛇形。

## 構造連接同態
核間的同態與上核間的同態很容易構造，它們由該圖的交換性自然導出，正合性也可以直接代定義驗證。重點在於連接同態{\displaystyle d}及序列在該處的正合性。
對於模範疇的情形，同態{\displaystyle d}可如是構造：
選定{\displaystyle x\in \ker c}，並視之為{\displaystyle C}的元素；由於{\displaystyle g}是滿射，存在{\displaystyle y\in B}滿足{\displaystyle g(y)=x}。由圖的交換性，我們有
{\displaystyle g'(b(y))=c(g(y))=c(x)=0}（因為{\displaystyle x\in \ker c}）
於是{\displaystyle b(y)\in \ker g'}。由於底部的橫列正合，存在{\displaystyle z\in A'}使得{\displaystyle f'(z)=b(y)}。置{\displaystyle d(x):=z+\mathrm {im} (a)}。今須驗證{\displaystyle d}是明確定義的，即{\displaystyle d(x)}不依賴{\displaystyle y,z}之選取；此外尚須驗證它是個同態，及序列的正合性。
一旦完成以上幾點驗證，即證明了此引理在模範疇的情形。對一般情形，可利用核與上核的泛性；此外也能使用Mitchell嵌入定理，此定理斷言任一阿貝爾範疇都能遷入某個環{\displaystyle R}的{\displaystyle R}-模範疇。

## 函子性
在應用上，我們常常需要長正合列的「函子性」或曰「自然性」（就自然變換意義言之）；各種建構的函子性也是同調代數的基本哲學。此函子性可由蛇引理的函子性導出。
設交換圖
的橫列均為正合，則可利用蛇引理兩次，一次在「前」一次在「後」，產生兩條長正合序列；它們經由以下交換圖相連繫：

## 文獻
- Serge Lang, Algebra (2002), Graduate Texts in Mathematics 211, Springer. ISBN 0-387-95385-X